# Judaísmo
Judaísmo (em hebraico: יהדות; romaniz.: Yahadút) é uma das três principais religiões abraâmicas, definida como "religião, filosofia e modo de vida" do povo judeu. Originário da Torá escrita e da Bíblia Hebraica (também conhecida como Tanakh) e explorado em textos posteriores, como o Talmud, é considerado pelos judeus religiosos como a expressão do relacionamento e da aliança desenvolvida entre Deus com os Filhos de Israel. De acordo com o judaísmo rabínico tradicional, Deus revelou as suas leis e mandamentos a Moisés no Monte Sinai, na forma de uma Torá escrita e oral. Esta foi historicamente desafiada pelo Caraísmo, um movimento que floresceu no período medieval que mantém milhares de seguidores atualmente e, que afirma que apenas a Torá escrita foi revelada. Nos tempos modernos alguns movimentos liberais, tais como o judaísmo humanista, podem ser considerados não-teístas.
O judaísmo afirma uma continuidade histórica que abrange mais de três mil anos. É uma das mais antigas religiões monoteístas, que sobrevive até os dias atuais, e a mais antiga das três grandes religiões abraâmicas. Os hebreus/israelitas já foram referidos como judeus nos livros posteriores ao Tanakh, como o Livro de Ester, com o termo "judeus" substituindo a expressão "Filhos de Israel". Os textos, tradições e valores do judaísmo influenciaram mais tarde outras religiões monoteístas, tais como o cristianismo, o islamismo e a Fé Bahá'í. Muitos aspectos do judaísmo também influenciaram, pela ética secular ocidental e pelo direito civil.
Os judeus são um grupo etno-religioso e incluem aqueles que nasceram judeus ou foram convertidos ao judaísmo. Em 2010, a população judaica mundial foi estimada em 13,4 milhões, ou aproximadamente 0,2% da população mundial total. Cerca de 42% de todos os judeus residem em Israel e cerca de 42% residem nos Estados Unidos e Canadá, com a maioria restante na Europa.
Os judeus podem ser divididos em 3 grupos. O judaísmo ortodoxo (judaísmo haredi e o judaísmo ortodoxo moderno), o judaísmo conservador e o judaísmo reformista. A principal diferença entre esses grupos é a sua abordagem em relação à lei judaica. O ortodoxo sustenta que a Torá e a lei judaica são de origem divina, eterna e imutável, e que devem ser rigorosamente seguidas. Os conservadores e reformistas são mais liberais, com o judaísmo conservador, geralmente promovendo uma interpretação mais "tradicional" de requisitos do judaísmo do que o judaísmo reformista. A posição reformista típica é de que a lei judaica deve ser vista como um conjunto de diretrizes gerais e não como um conjunto de restrições e obrigações cujo respeito é exigido dos judeus. Historicamente, tribunais especiais aplicaram a lei judaica; hoje, estes tribunais ainda existem, mas a prática do judaísmo é voluntária. A autoridade sobre assuntos teológicos e jurídicos não é investida em qualquer pessoa ou organização, mas nos textos sagrados e nos rabinos e estudiosos que interpretam esses textos.

## Etimologia
O termo "judaísmo" veio ao português pelo termo em grego: Ιουδαϊσμός; romaniz.: Iudaïsmós), que designa algo ou alguém relacionado ao topônimo Judá (em grego: Ιούδα; romaniz.: Iúda; em hebraico: יהודה; romaniz.: Yehudá).

## História

### Origem

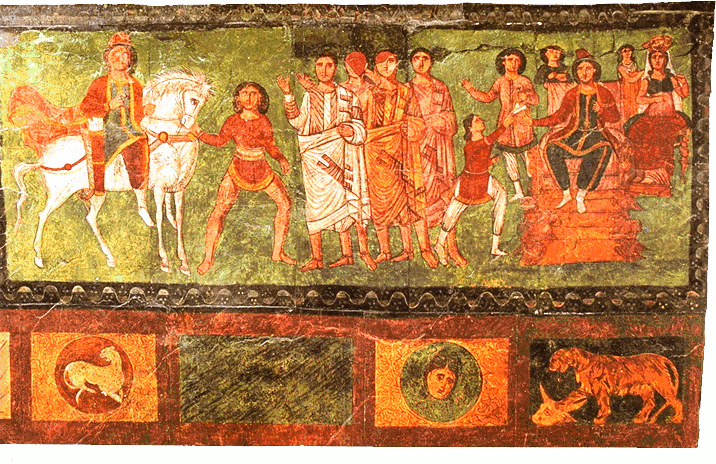
As cenas do Livro de Ester que decoram a Sinagoga de Dura Europo datam do ano 244

Na sua essência, o Tanaque é um relato da relação dos israelitas com Deus desde sua história mais antiga até a construção do Segundo Templo (c. 535 a.C.). Abraão é saudado como o primeiro hebreu e o pai do povo judeu. Como recompensa por seu ato de fé em um Deus, foi prometido que Isaac, seu segundo filho, herdaria a Terra de Israel (então chamada Canaã). Mais tarde, os descendentes de Jacó (filho de Isaac) foram escravizados no Egito, que após séculos de escravidão Deus ordenou a Moisés que liderasse a libertação da escravidão do Egito, movimento conhecido por o Êxodo.
No Monte Sinai, eles receberam a Torá — os cinco livros de Moisés. Estes livros, juntos com Nevi'im e Ketuvim formam o Torah Shebikhtav em oposição à Torá Oral, que se refere a Mishná e ao Talmude. Deus em seguida levou-os para a terra de Israel, onde o tabernáculo foi implantado na cidade de Siló por mais de 300 anos para reunir a nação contra os ataques de inimigos. Conforme o tempo passava, o nível espiritual da nação recuou até o ponto em que Deus permitiu que os filisteus capturassem o tabernáculo.
O povo de Israel exigiu ao profeta Samuel um governo liderado por um rei permanente. Samuel então nomeou Saul para tal cargo. Quando o povo pressionou Saul em ir contra uma ordem transmitida a ele por Samuel, Deus disse a Samuel nomear Davi em seu lugar. Depois que o reinado de Davi foi estabelecido, ele informa ao profeta Natã seu desejo de construir um templo permanente. Como recompensa por seus atos, Deus prometeu a Davi que ele permitiria que seu filho, Salomão, construísse o Primeiro Templo e que o trono nunca seria afastado de seus filhos.

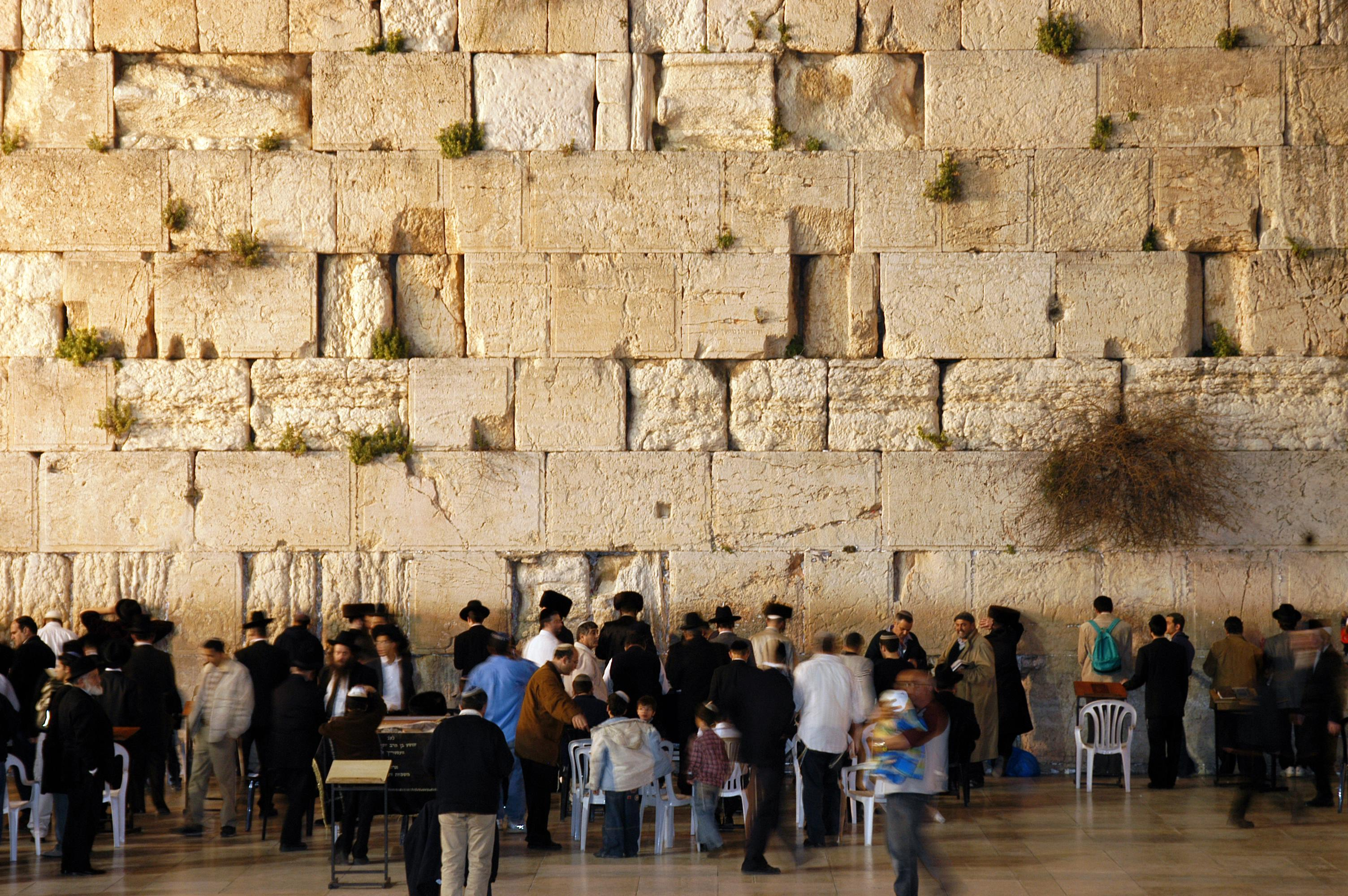
O Muro das Lamentações em Jerusalém é um remanescente do muro que circunda o Segundo Templo. O monte do Templo é o local mais sagrado do judaísmo.

A tradição rabínica afirma que os detalhes e a interpretação da lei, que são chamados de Torá Oral ou lei oral, eram originalmente uma tradição não escrita com base no que Deus disse a Moisés no Monte Sinai. No entanto, conforme a perseguição contra os judeus aumentava e os detalhes da tradição oral estavam em perigo de serem esquecidos, o rabino Judah Hanasi (Judah o Príncipe) registrou as leis orais na Mishná, redigido por volta do ano 200. O Talmude é uma compilação da Mishná e Guemará, que são comentários rabínicos editados ao longo dos três séculos seguintes. A Guemará tem origem em dois grandes centros de estudos judaicos, Palestina e Babilônia. Do mesmo modo, dois corpos de análise desenvolveram-se e duas obras de Talmude foram criadas. A compilação mais velha é chamado o Talmude de Jerusalém. Foi compilado em algum momento durante o século IV, em Israel. O Talmude Babilônico foi compilado a partir de discussões nas casas de estudo por parte dos estudiosos Ravina I, Ravina II e Rav Ashi no ano 500, embora tenha continuado a ser editado posteriormente.
Alguns estudiosos críticos opõem-se à ideia de que os textos sagrados, incluindo a Bíblia Hebraica, foram divinamente inspirados. Muitos desses estudiosos aceitam os princípios gerais da hipótese documental e sugerem que a Torá é composta de textos incoerentes editados em conjunto de uma forma que chama a atenção para contos divergentes. Muitos sugerem que, durante o período do Primeiro Templo, o povo de Israel acreditava que cada nação tinha seu próprio deus, mas que seu deus era superior aos outros deuses. Alguns sugerem que o monoteísmo estrito desenvolveu-se durante o Exílio babilônico, talvez em reação ao dualismo do zoroastrismo. De acordo com esse ponto de vista, foi apenas no período Helênico que a maioria dos judeus passou a acreditar que seu Deus era o único deus e que a noção de uma nação judaica floresceu com base na religião judaica. John Day argumenta que as origens do Yahweh, El, Aserá e Baal, pode estar enraizada no início da religião cananeia, que era centrada em um panteão de deuses muito parecido com o panteão grego.

## Características definidoras e princípios de fé

### Características definidoras
Ao contrário de outros deuses antigos do Oriente Próximo, o Deus hebraico é retratado como unitário e solitário; consequentemente, os principais relacionamentos do Deus hebraico não são com outros deuses, mas com o mundo e, mais especificamente, com as pessoas que ele criou. O judaísmo começa assim com o monoteísmo ético: a crença de que Deus é um e se preocupa com as ações da humanidade. Segundo o Tanakh (Bíblia Hebraica), Deus prometeu a Abraão que faria de seus filhos uma grande nação. Muitas gerações depois, ele ordenou à nação de Israel que amasse e adorasse apenas um Deus; isto é, a nação judaica deve retribuir a preocupação de Deus pelo mundo. Ele também ordenou o povo judeu a se amarem uns aos outros; isto é, os judeus devem imitar o amor de Deus pelas pessoas. Esses mandamentos são apenas dois de um grande conjunto de mandamentos e leis que constituem essa aliança, que é a substância do judaísmo.

Assim, embora exista uma tradição mística no judaísmo (vertentes de misticismo judaico), o estudioso rabínico Max Kadushin caracterizou o judaísmo normativo como "misticismo normal", porque envolve experiências de Deus pessoais cotidianas através de maneiras ou modos comuns a todos os judeus. Tal ocorre através da observância da Halacá (lei judaica) e é dada expressão verbal no Birkat Ha-Mizvot, as breves bênçãos que são ditas toda vez que um mandamento positivo deve ser cumprido. 

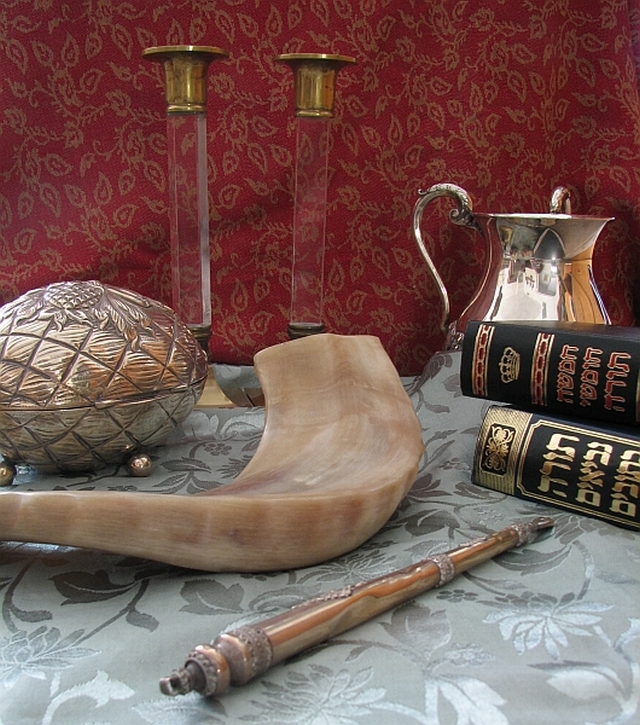
Símbolos do judaísmo (em sentido horário): castiçais do Shabat, cálice de lavagem das mãos, Chumash e Tanakh, ponteiro da Torá, shofar e caixa de etrog.

As coisas e ocorrências comuns, familiares e cotidianas que temos, constituem ocasiões para a experiência de Deus. Coisas como o sustento diário de cada um, o próprio dia, são sentidas como manifestações da bondade de Deus, exigindo as Berakhot (louvores de ação de graças). Kedushá, santidade, que nada mais é do que a imitação de Deus, preocupa-se com a conduta diária, em ser gracioso e misericordioso, em evitar contaminar-se pela idolatria, adultério e derramamento de sangue. O Birkat Ha-Mitzwot evoca a consciência da santidade em um rito rabínico, mas os objetos empregados na maioria desses rituais são não sagrados e de caráter geral, enquanto os vários objetos sagrados são não-teúrgicos. E não apenas as coisas e ocorrências comuns trazem consigo a experiência de Deus. Tudo o que acontece com um homem evoca essa experiência, tanto mau quanto bom, pois uma Berakah é dita também em más notícias. Portanto, embora a experiência de Deus seja como nenhuma outra, as ocasiões para experimentá-Lo, para se ter uma consciência Dele, são múltiplas, mesmo se considerarmos apenas aquelas que pedem Berakot.
Embora os filósofos judeus frequentemente debatam se Deus é imanente ou transcendente e se as pessoas têm livre-arbítrio ou se suas vidas são determinadas, a Halacá é um sistema através do qual qualquer judeu age para trazer Deus ao mundo.
O monoteísmo ético é central em todos os textos sagrados ou normativos do judaísmo. No entanto, o monoteísmo nem sempre foi seguido na prática. A Bíblia judaica (Tanakh) registra e condena repetidamente a adoração generalizada de outros deuses no Israel antigo. Na era greco-romana, muitas interpretações diferentes do monoteísmo existiam no judaísmo, incluindo as interpretações que deram origem ao cristianismo.
Além disso, alguns têm argumentado que o judaísmo é uma religião que não se baseia em credo e não exige que alguém acredite em Deus. Para alguns, a observância da lei judaica é mais importante que a crença em Deus em si. Nos tempos modernos, alguns movimentos judeus liberais não aceitam a existência de uma divindade personificada ativa na história. O debate sobre se alguém pode falar sobre o judaísmo autêntico ou normativo não é apenas um debate entre judeus religiosos, mas também entre historiadores.

### Princípios básicos
13 Princípios de fé:
1. Creio com perfeita fé que Deus, Bendito seja o Seu Nome, é o Criador e Guia de tudo o que foi criado; Somente ele fez, faz e fará todas as coisas.
2. Creio com perfeita fé que o Criador, Bendito seja o Seu Nome, é Um, e que não há unicidade de maneira alguma igual à Sua, e que Ele é o único Deus que foi, é e será.
3. Creio com perfeita fé que o Criador, Bendito seja o Seu Nome, não tem corpo, e que Ele é livre de todas as propriedades da matéria, e que não pode haver comparação (física) com Ele, seja qual for.
4. Creio com perfeita fé que o Criador, Bendito seja o Seu Nome, é o primeiro e o último.
5. Creio com perfeita fé que, para o Criador, Bendito seja o Seu Nome, e somente para Ele, é correto orar e que não é correto orar a qualquer ser além Dele.
6. Creio com perfeita fé que todas as palavras dos profetas são verdadeiras.
7. Creio com perfeita fé que a profecia de Moisés, nosso mestre, a paz esteja com ele, é verdadeira e que ele foi o chefe dos profetas, tanto os que o precederam como os que o seguiram.
8. Creio com perfeita fé que toda a Torá que está agora em nossa posse é a mesma que foi dada a Moisés, nosso mestre, que a paz esteja com ele.
9. Acredito com perfeita fé que esta Torá não será trocada e que nunca haverá outra Torá do Criador, Bendito seja o Seu Nome.
10. Acredito com perfeita fé que o Criador, Bendito seja o Seu Nome, conhece todas as ações dos seres humanos e todos os seus pensamentos, como está escrito: "Aquele que forma o coração de todos, que compreende todas as suas ações" (Salmos 33:15).
11. Creio com perfeita fé que o Criador, Bendito seja o Seu Nome, recompensa aqueles que guardam Seus mandamentos e pune aqueles que os transgridem.
12.  Creio com perfeita fé na vinda do [messianismo judaico|Messias]]; e mesmo que ele se demore, espero todos os dias por sua vinda.
13. Creio com perfeita fé que haverá uma ressurreição dos mortos no momento em que isso agradar ao Criador, Bendito seja o Seu nome, e Sua menção será exaltada para todo o sempre.

—Maimônides
Estudiosos ao longo da história judaica propuseram numerosas formulações dos princípios centrais do judaísmo, todas as quais receberam críticas. A formulação mais popular são os treze princípios de fé de Maimônides, desenvolvidos no século XII. Segundo Maimônides, qualquer judeu que rejeite mesmo um desses princípios seria considerado apóstata e herege. Estudiosos judeus mantiveram pontos de vista divergentes de várias maneiras dos princípios de Maimônides. Ao tempo de Maimônides, sua lista de princípios foi criticada por Hasdai Crescas e José Albo. Albo e o Raavad argumentaram que os princípios de Maimônides continham muitos itens que, embora verdadeiros, não eram fundamentos da fé.
Nessa linha, o historiador antigo Josefo enfatizou práticas e observâncias, em vez de crenças religiosas, associando a apostasia a uma falha no cumprimento da lei judaica e sustentando que os requisitos para a conversão ao judaísmo incluíam circuncisão e adesão aos costumes tradicionais. Os princípios de Maimônides foram amplamente ignorados nos próximos séculos. Mais tarde, duas reformulações poéticas desses princípios ("Ani Ma'amin" e "Yigdal") foram integradas em muitas liturgias judaicas, levando à sua eventual aceitação quase universal.
Nos tempos modernos, o judaísmo carece de uma autoridade centralizada que dite um dogma religioso exato. Por esse motivo, muitas variações diferentes das crenças básicas são consideradas no escopo do judaísmo. Mesmo assim, todos os movimentos religiosos judeus são, em maior ou menor grau, baseados nos princípios da Bíblia Hebraica e em vários comentários, como o Talmude e o Midrash. O judaísmo também reconhece universalmente a Aliança Bíblica entre Deus e o Patriarca Abraão, bem como os aspectos adicionais da Aliança revelados a Moisés, que é considerado o maior profeta do judaísmo. Na Mishná, um texto central do judaísmo rabínico, a aceitação das origens divinas desta aliança é considerada um aspecto essencial do judaísmo e aqueles que rejeitam a Aliança perdem sua parte no Mundo Vindouro.
Estabelecer os princípios fundamentais do judaísmo na era moderna é ainda mais difícil, dado o número e a diversidade das denominações judaicas contemporâneas. Mesmo que restrinja o problema às tendências intelectuais mais influentes dos séculos XIX e XX, o assunto permanece complicado. Assim, por exemplo, a resposta de Joseph Soloveitchik (associada ao movimento ortodoxo moderno) à modernidade é constituída mediante a identificação do judaísmo em seguir a halacá, enquanto seu objetivo final é trazer a santidade para o mundo. Mordecai Kaplan, o fundador do judaísmo reconstrucionista, abandona a ideia de religião para identificar o judaísmo com a civilização e, por meio do último termo e tradução secular das ideias centrais, ele tenta abraçar o maior número possível de denominações judaicas. Por sua vez, o judaísmo conservador de Salomão Schechter era idêntico à tradição entendida como a interpretação da Torá, sendo em si mesma a história das constantes atualizações e ajustes da lei executados por meio da interpretação criativa. Finalmente, David Philipson traça os contornos do movimento de reforma no judaísmo, opondo-o à abordagem rabínica estrita e tradicional e, assim, chega a conclusões semelhantes às do movimento conservador.

### Elaborações das doutrinas e tópicos específicos

#### Monoteísmo
O princípio básico do judaísmo é a unicidade absoluta de Deus como criador, onipotente, onisciente, onipresente, que influencia todo o universo, mas que não pode ser limitado de forma alguma. A afirmação da crença no monoteísmo manifesta-se na profissão de fé judaica conhecida como Shemá. Assim qualquer tentativa de politeísmo é fortemente rechaçada pelo judaísmo, assim como é proibido seguir ou oferecer prece a outro que não seja Deus.
Conforme o relacionamento de Deus com Israel, o judaísmo enfatiza certos aspectos da divindade chamando-o por títulos diferenciados.

#### Revelação
O judaísmo defende uma relação especial entre Deus e o povo judeu, manifesta através de uma revelação contínua de geração a geração. O judaísmo crê que a Torá é a revelação eterna dada por Deus aos judeus. Os judeus rabinitas e caraítas também aceitam que homens através da história judaica foram inspirados pela profecia, sendo que muitas das quais estão explícitas nos Neviim e nos Kethuvim. O conjunto destas três partes formam as Escrituras Hebraicas conhecidas como Tanakh.
A profecia dentro do judaísmo não tem o caráter exclusivamente adivinhatório como assume em outras religiões, mas manifestava-se na mensagem da Divindade para com seu povo e o mundo, que poderia assumir o sentido de advertência, julgamento ou revelação quanto à Vontade da Divindade. Esta profecia tem um lugar especial desde o princípio do mosaísmo, seguindo pelas diversas escolas de profetas posteriores (que serviam como conselheiros dos reis) e tendo seu auge com a época dos dois reinos. Oficialmente se reconhece que a época dos profetas encerra-se na época do exílio babilônico e do retorno a Judá. No entanto o judaísmo reconheceu diversos profetas durante a época do Segundo Templo, e durante o posterior período rabínico.

### Metafísica

#### Conceitos de vida e morte
O entendimento dos conceitos de corpo, alma e espírito no judaísmo varia conforme as épocas e as diversas seitas judaicas. O Tanach não faz uma distinção teológica destes, usando o termo que geralmente é traduzido como alma (néfesh) para se referir à vida e o termo geralmente traduzido como espírito (ruakh) para se referir a fôlego. Deste modo, as interpretações dos diversos grupos são muitas vezes conflitantes, e muitos estudiosos preferem não discorrer sobre o tema.

#### Ressurreição e a vida além-morte

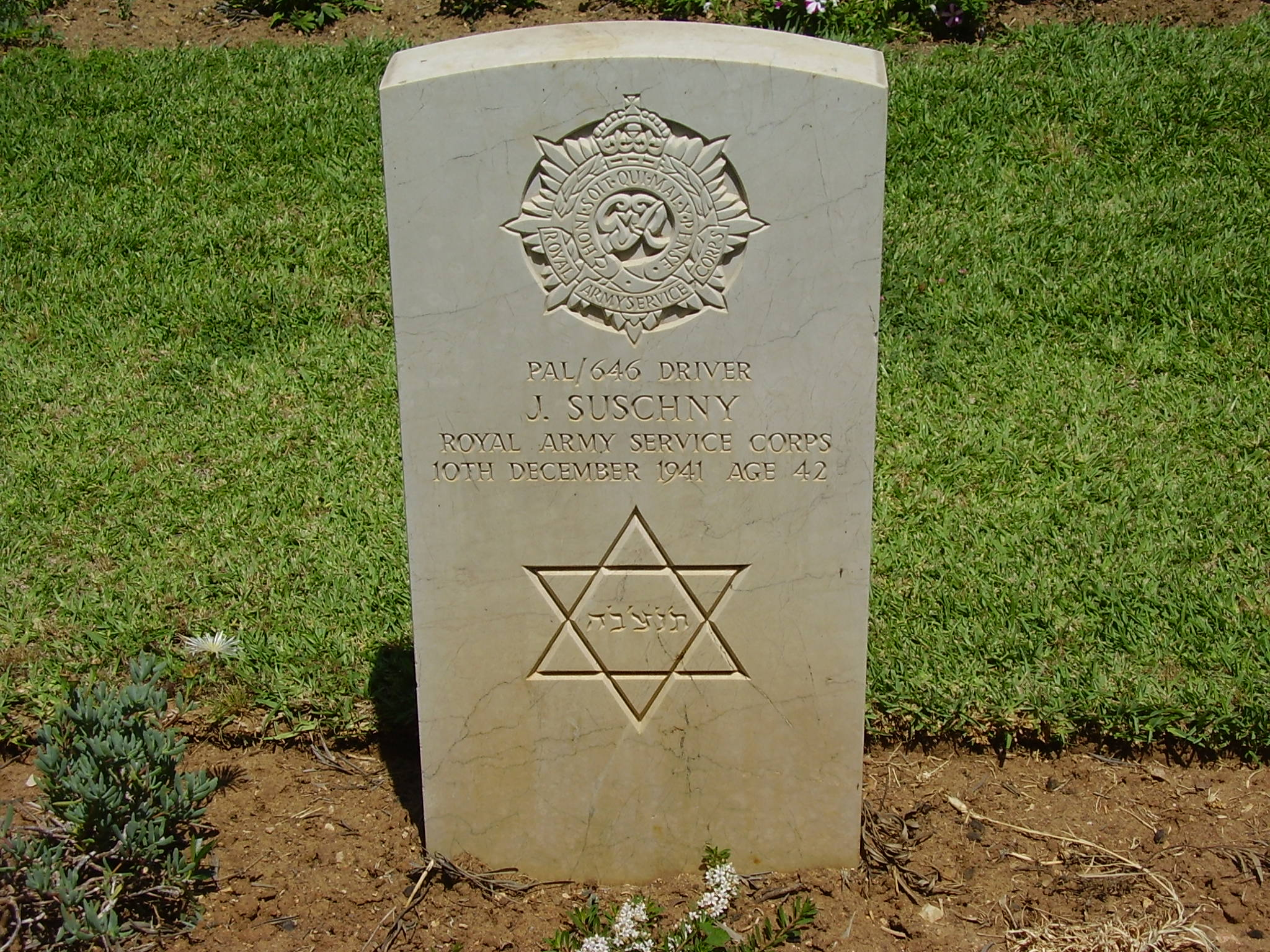
Lápide com a Estrela de Davi em um cemitério em Ramla, Israel.

O Tanach, excetuando alguns pontos poéticos e controversos, jamais faz referência a uma vida além da morte, nem a um céu ou inferno, pelo que os saduceus posteriormente rejeitavam estas doutrinas. Porém após o Cativeiro Babilónico, os judeus assimilaram as doutrinas da imortalidade da alma, da ressurreição e do juízo final, e constituíam em importante ensino por parte dos fariseus.
Nas atuais correntes do judaísmo, as afirmações sobre o que acontece após a morte são postulados e não afirmações, e varia-se a interpretação dada ao que ocorre na morte e se existe ou não ressurreição. A maioria das correntes crê em uma ressurreição no mundo vindouro (Olam Habá), incluindo os caraítas, enquanto outra parcela do judaísmo crê na reencarnação, e o sentido do que seja ressurreição ou reencarnação varia de acordo com a ramificação.

#### Misticismo judaico e Cabalá
Cabalá é o nome dado ao conhecimento místico esotérico de algumas correntes do judaísmo, que defende a interpretação do universo, de Deus e das escrituras através de sua natureza divina.

### Crença messiânica e escatologia
Escatologia judaica refere-se às diferentes interpretações judaicas dadas aos temas relacionados ao futuro: ainda que se acreditarmos na Torá este tema não seja tão desenvolvido no judaísmo primitivo após o retorno do Exílio em Babilônia desenvolveu-se baseado no profetismo e no nacionalismo judaico conceitos que iriam formar a base da escatologia judaica. Entre estes temas principais podemos nomear os conceitos sobre o Messias e o Olam Habá (mundo vindouro) no qual todas as nações submeter-se-iam a Deus e a Torá e na qual Israel ocuparia um lugar de proeminência.

#### Messias
Dentro do judaísmo, a doutrina do Messias é um assunto que pode variar de ramificação para ramificação. Historicamente diversos personagens foram chamados de Messias, do hebraico ungido, que não assume o mesmo sentido habitual do cristianismo como um "ser salvador e digno de adoração". Até mesmo o conceito do Messias não aparece na Torá, e por isto mesmo recebe interpretações diferentes de acordo com cada ramificação.
A maior parte dos judeus crê no Messias como um homem judeu, filho de um homem e de uma mulher, (em algumas ramificações é considerado que viria da tribo de Judá e da descendência do rei Davi, uma herança do sentimento nacionalista que regulou a vida judaica pós-exílio) que reinará sobre Israel, reconstruirá a nação fazendo com que todos os judeus retornem à Terra Santa e unirá os povos em uma era de paz e prosperidade sob o domínio de Deus.[carece de fontes?]
Algumas ramificações judaicas (reformistas) creem no entanto que a era messiânica não envolva necessariamente uma pessoa, mas sim que se trate de um período de paz, prosperidade e justiça na humanidade. Dão por isso particular importância ao conceito de "Tikun Olam", "reparar o mundo", ou seja, a prática de uma série de atos que conduzem a um mundo socialmente mais justo.

## Judeus

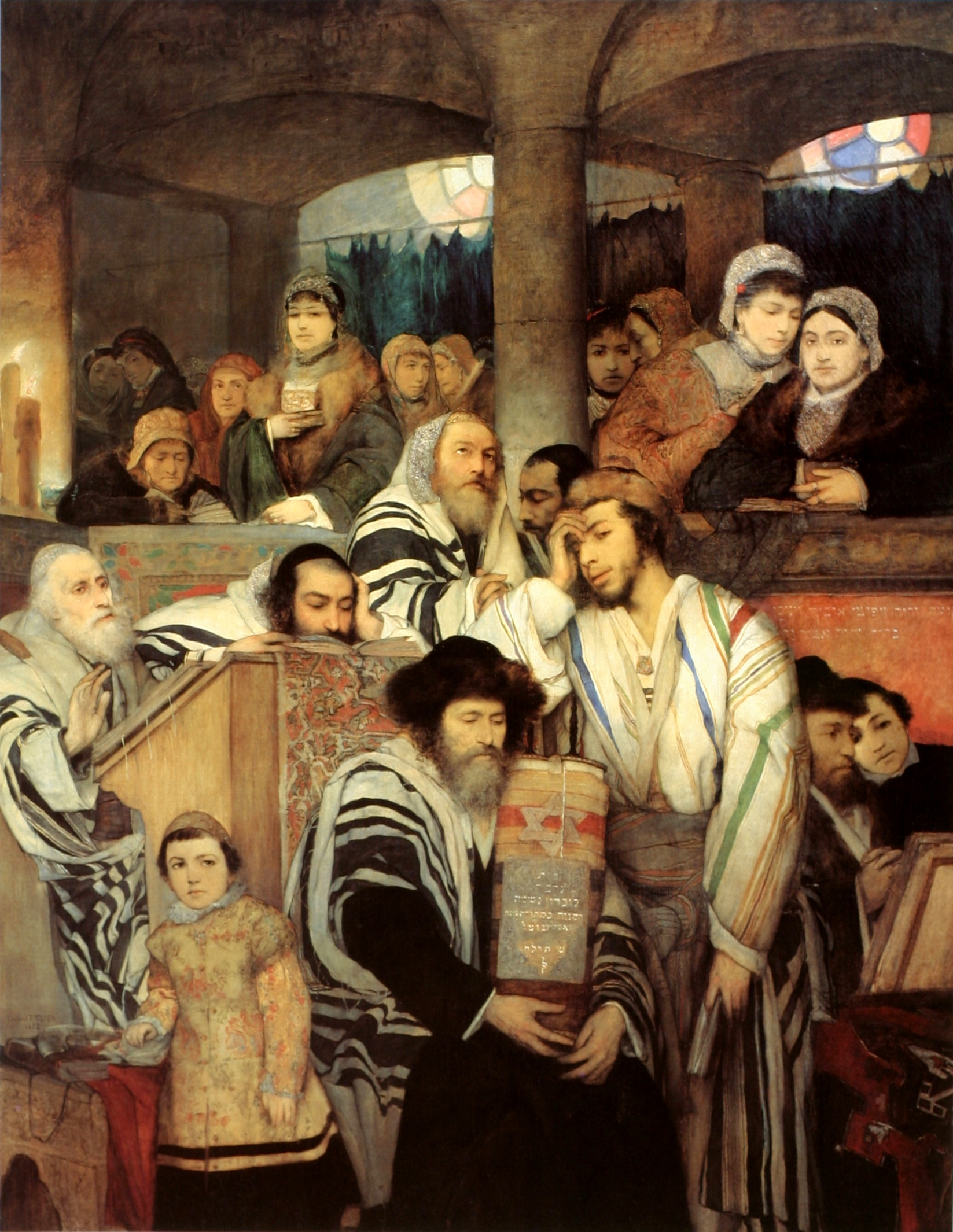
Judeus rezando no Yom Kipur, de Maurycy Gottlieb.

A lei judaica ortodoxa considera judeu todo aquele que nasce de mãe judia ou se converte de acordo com essa mesma lei, segundo o judaísmo rabínico. Algumas ramificações como o Reformismo e o Reconstrucionismo aceitam também a linhagem patrilinear, desde que o filho tenha sido criado e educado em meio judaico.
Um judeu que deixe de praticar o judaísmo e se transforme num judeu não praticante continua a ser considerado judeu. Um judeu que não aceite os princípios de fé judaicos e se torne agnóstico ou ateu também continua a ser considerado judeu.
No entanto, se um judeu se converte a uma outra religião, ou ainda, que se afirme "judeu messiânico" (ramificação que defende Jesus como o messias para os judeus) geralmente é visto como que perdido o lugar como membro da comunidade judaica tradicional e transforma-se num apóstata. Esta pessoa, caso pretenda retornar ao judaísmo, não precisa se converter, de acordo com a maior parte das autoridades em lei judaica, mas abjurar das antigas práticas relativas às outras fés.
As pessoas que desejam se converter ao judaísmo devem aderir aos princípios e tradições judaicas. Os homens têm de passar pelo ritual do brit milá (circuncisão). Qualquer converso tem de passar ainda pelo ritual da mikvá ou banho ritual. Os judeus ortodoxos reconhecem apenas conversões feitas por seus tribunais rabínicos, seja em Israel ou em outros locais. As comunidades reformistas e liberais também exigem a adesão aos princípios e tradições judaicos, o brit milá e a mikvá, de acordo com os critérios estipulados em cada movimento.
Enquanto as conversões autorizadas por tribunais rabínicos ortodoxos são aceitas como válidas por quase todas as correntes do judaísmo, aquelas feitas de acordo com as correntes Reformista ou Conservadora são aceitas pelo Estado de Israel e nas comunidades judaicas não ortodoxas no mundo inteiro — mais de 80% da população dos judeus do planeta, mas rejeitadas pelo movimento ortodoxo.

### Ciclo de vida judaico

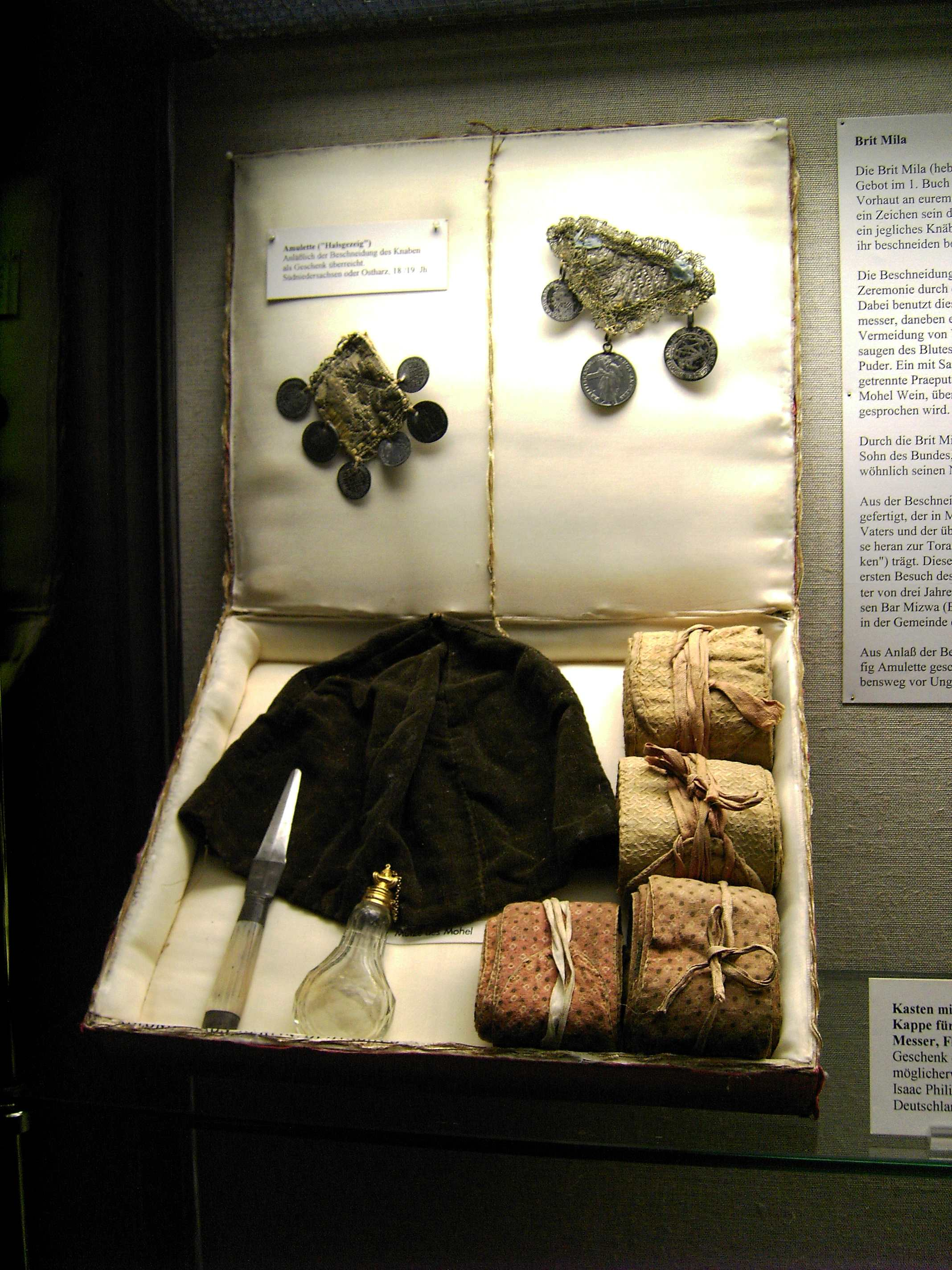
Material usado em uma cerimônia de brit milá
Exibido no museu da cidade de Göttingen

- Brit milá — As boas-vindas dos bebés do sexo masculino à aliança através do ritual da circuncisão.
- Zeved habat — As boas-vindas dos bebés do sexo feminino na tradição sefardita.
- B'nai Mitzvá — A celebração da chegada de uma criança à maioridade, e por se tornar responsável, daí em diante, por seguir uma vida judaica e por seguir a halakhá.
- Casamento judaico
- Shiv'á — O judaísmo tem práticas de luto em várias etapas. À primeira etapa (observada durante uma semana) chama-se shiv'á, à segunda (observada durante um mês) chama-se sheloshim e, para aqueles que perderam um dos progenitores, existe uma terceira etapa, a avelut yod bet chódesh, que é observada durante um ano.

### Vida comunitária
Vida comunitária judaica é o nome dado à organização das diferentes comunidades judaicas no mundo. Há variações de locais e costumes mas geralmente as comunidades contam com um sistema de regras comunais e religiosas, um conselho para julgamento e um centro comunal com local para estudo. No entanto, a família é considerada o principal elemento da vida comunitária judaica, o que ao lado do mandamento de Crescei e multiplicai leva ao desestímulo de práticas ascéticas como o celibato apesar da existência através da história de algumas seitas judaicas que promovessem esta renúncia.

#### Sinagoga

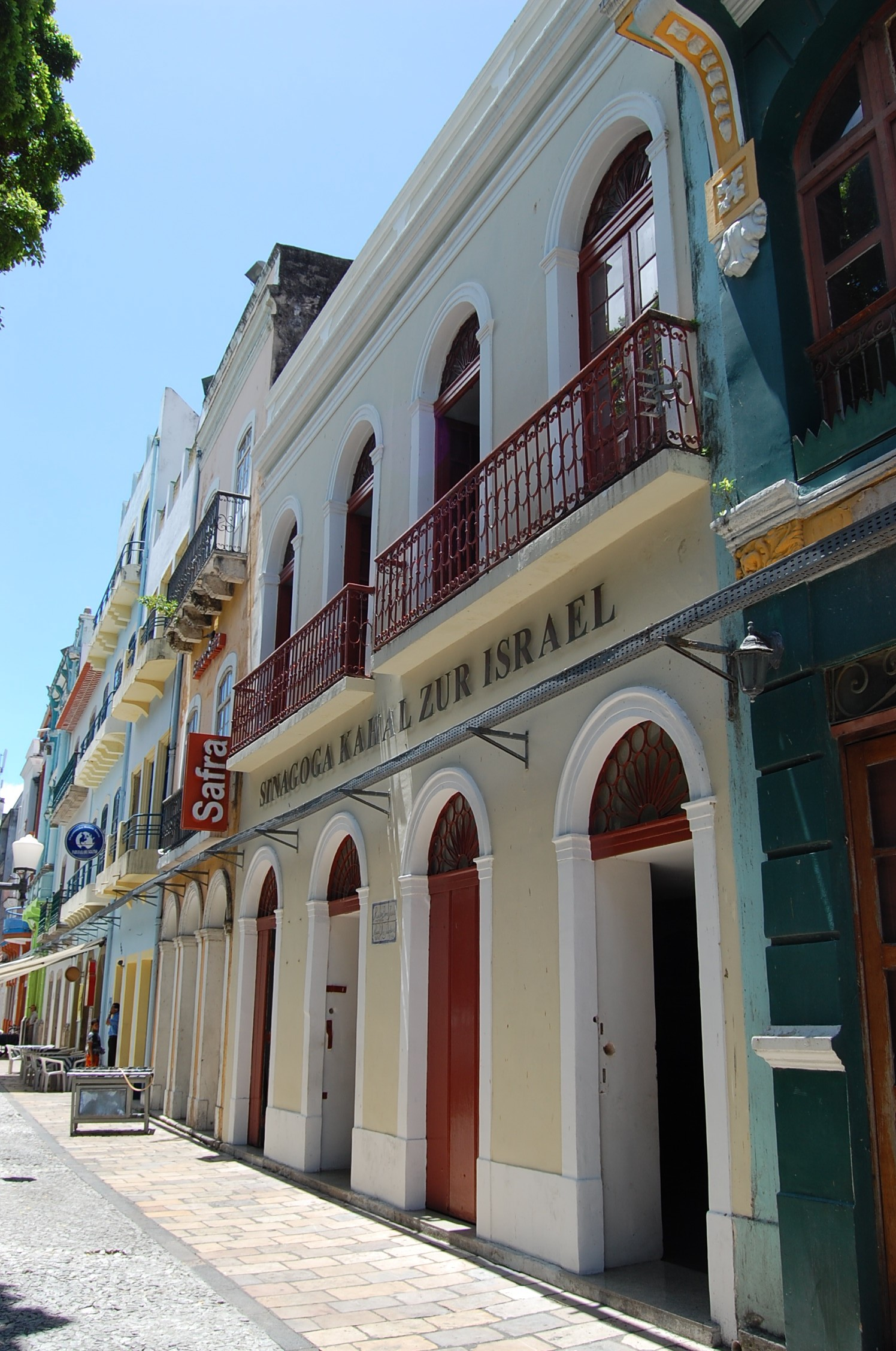
Sinagoga Kahal Zur Israel, a mais antiga sinagoga das Américas, localizada em Recife, Pernambuco.

A sinagoga é o local das reuniões religiosas da comunidade judaica, hábito adquirido após a conquista do Reino de Judá pela Babilônia e a destruição do Templo de Jerusalém. Com a inexistência de um local de culto, cada comunidade desenvolveu seu local de reuniões, que após a construção do Segundo Templo tornou-se os centros de vida comunitária das comunidades da Diáspora. Na estrutura da sinagoga destaca-se o rabino, líder espiritual dentro da comunidade judaica e o chazan (cantor litúrgico).

#### Cherem
O Chérem é a mais alta censura eclesiástica na comunidade judaica. É a exclusão total da pessoa da comunidade judaica. Excepto em casos raros que tiveram lugar entre os judeus ultraortodoxos, o cherem deixou de se praticar depois do Iluminismo, quando as comunidades judaicas locais perderam a autonomia de que dispunham anteriormente e os judeus foram integrados nas nações gentias em que viviam.

### Cultura
Cultura judaica lida com os diversos aspectos culturais das comunidades judaicas, oriundos da prática do judaísmo, de sua integração aos diversos povos e culturas no mundo, assim como assimilação dos costumes destes. Entre os principais aspectos da cultura judaica podemos enfatizar os idiomas, as vestimentas e a alimentação (Cashrut).

#### Vestimentas

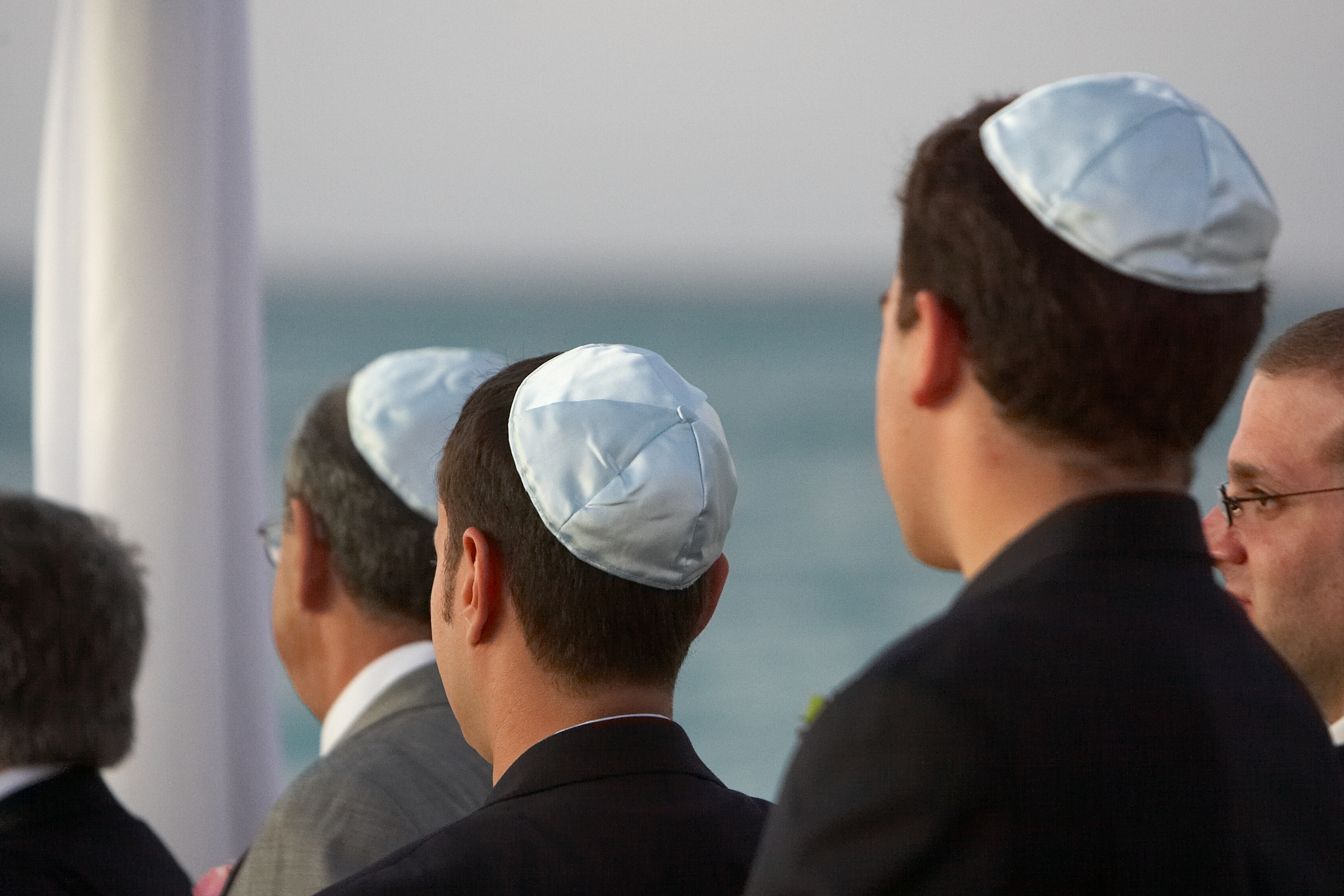
Kipá, símbolo distintivo usado principalmente pelos judeus rabínicos como temor a Deus.

O judaísmo possui algumas tradições religiosas e culturais em relação à vestimentas, dentre as quais podemos destacar:
- Kipá são os chapéus utilizado pelos judeus tanto como símbolo da religião como símbolo de "temor a Deus" são semelhantes ao solidéu usado por Bispos Católicos e pelo Papa.
- Tefilin é o nome dado a duas caixinhas de couro, cada qual presa a uma tira de couro de animal kasher, dentro das quais está contido um pergaminho com os quatro trechos da Torá em que se baseia o uso dos filactérios (Shemá Israel, Vehaiá Im Shamoa, Cadêsh Li e Vehayá Ki Yeviachá).
- Tzitzit é o nome dado às franjas do talit, que servem como meio de lembrança dos mandamentos de Deus.

#### Calendário
Baseados na Torá a maior parte das ramificações judaicas segue o calendário lunar. O calendário judaico rabínico é contado desde 3761 a.C. O Ano Novo judaico, chamado Rosh Hashaná (em hebraico ראש השנה, literalmente "cabeça do ano") é o nome dado ao ano-novo no judaísmo)., acontece no primeiro ou no segundo dia do mês hebreu de Tishrei, que pode cair em setembro ou outubro. Os anos comuns, com doze meses, podem ter 353, 354 e 355 dias, enquanto os bissextos, de treze meses, 383, 384 ou 385 dias. o calendário judaico começa a ser contado em 7 de outubro de 3760 a.C.que para os judeus foi a data da criação do mundo.
Diversas festividades são baseados neste calendário: pode-se dar ênfase às festividades de Rosh Hashaná, Pessach, Shavuót, Yom Kipur e Sucót. As diversas comunidades também seguem datas festivas ou de jejum e oração conforme suas tradições. Com a criação do Estado de Israel diversas datas comemorativas de cunho nacional foram incorporadas às festividades da maioria das comunidades judaicas.

#### Língua hebraica

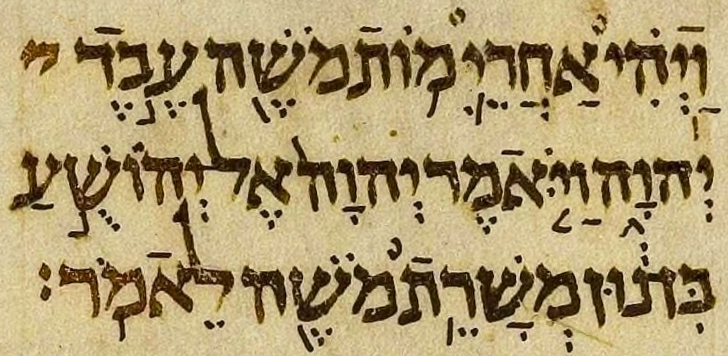
Codex Aleppo, uma Bíblia Hebraica do século X com pontuação massorética.

O hebraico (também chamado לשון הקודש Lashon haKodesh ("A Língua Sagrada") ) é o principal idioma utilizado no judaísmo utilizado como língua litúrgica durante séculos. Foi revivido como um idioma de uso corrente no século XIX e utilizado atualmente como idioma oficial no Estado de Israel. No entanto diversas comunidades judaicas utilizam outros idiomas cuja origem em sua maioria surgem da mistura do hebraico com idiomas locais (ver Línguas judaicas).

## Literatura

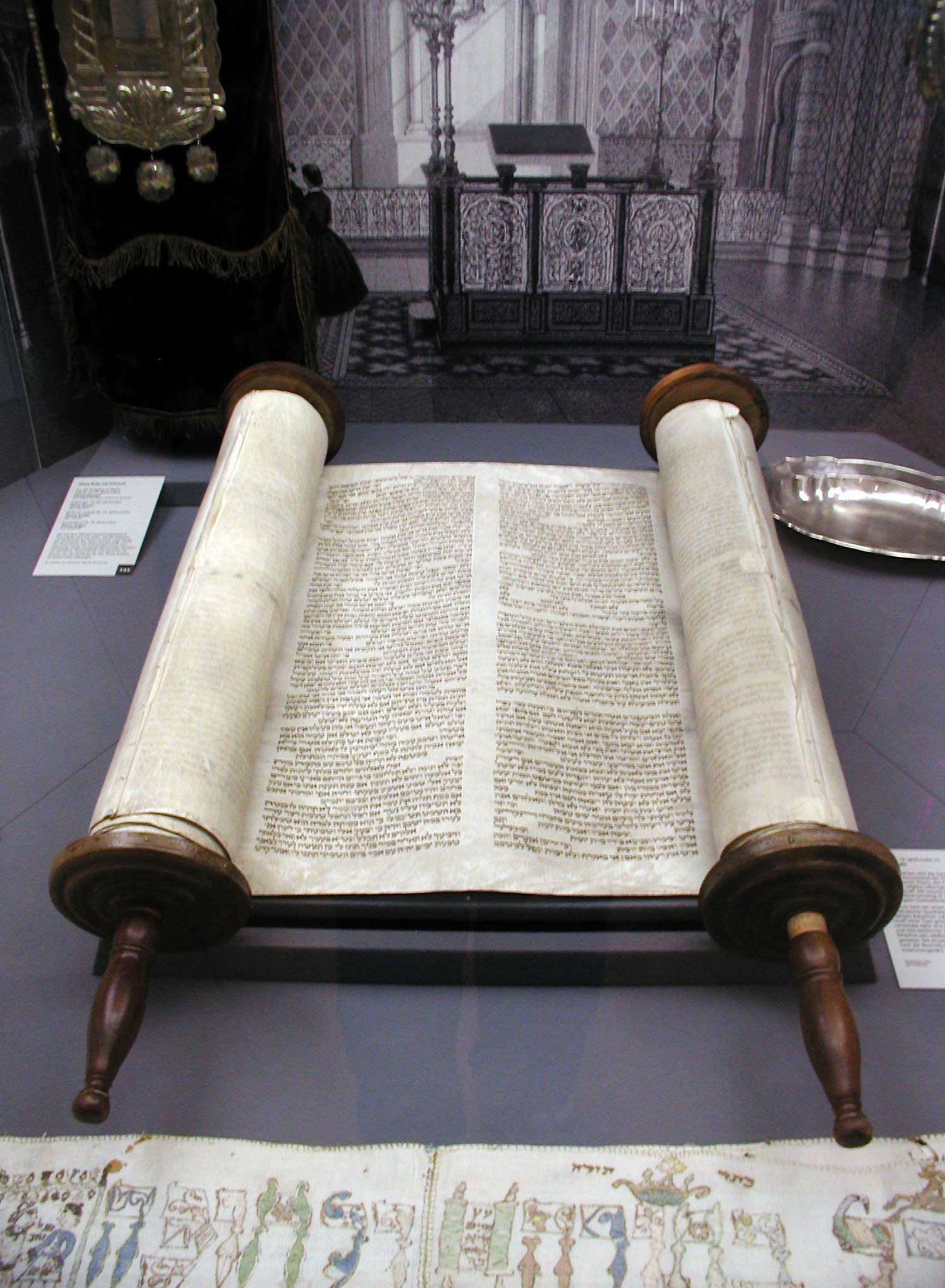
Sefer Torá.

Os diversos eventos da história judaica levaram a uma valorização do estudo e da alfabetização dos membros da comunidade judaica. Na Diáspora a busca de conexão com o judaísmo e a busca de não assimilação com os costumes gentílicos levaram a uma ênfase na necessidade da educação e alfabetização desde a infância, pelo que na maior parte das comunidades judaicas o analfabetismo é praticamente inexistente. Este pensamento levou à criação de uma vasta literatura principalmente de uso religioso.
Dentro do judaísmo, a escritura mais importante é a Torá, que seria o livro contendo o conjunto de histórias da origem do mundo, do homem e do povo de Israel, assim como os mandamentos de obediência a Deus. Para a maior parte das ramificações judaicas, acrescenta-se a história de Israel e as palavras dos profetas israelitas até a construção do Segundo Templo, com sua literatura relacionada, que compiladas na época do retorno de Babilônia, constituíram o que conhecemos como Tanakh, conhecido pelos não judeus como Antigo Testamento.
Os judeus rabinitas creem que Moisés recebeu além da Torá escrita, uma tradição oral que serviria como um complemento da primeira, e que seria passada de geração à geração desde Moisés, e que viria a ser compilada no século IV como o Talmude. Os judeus caraítas recusam estes textos.
Cada ramificação tem seus próprios textos e livros.

### Textos religiosos judaicos

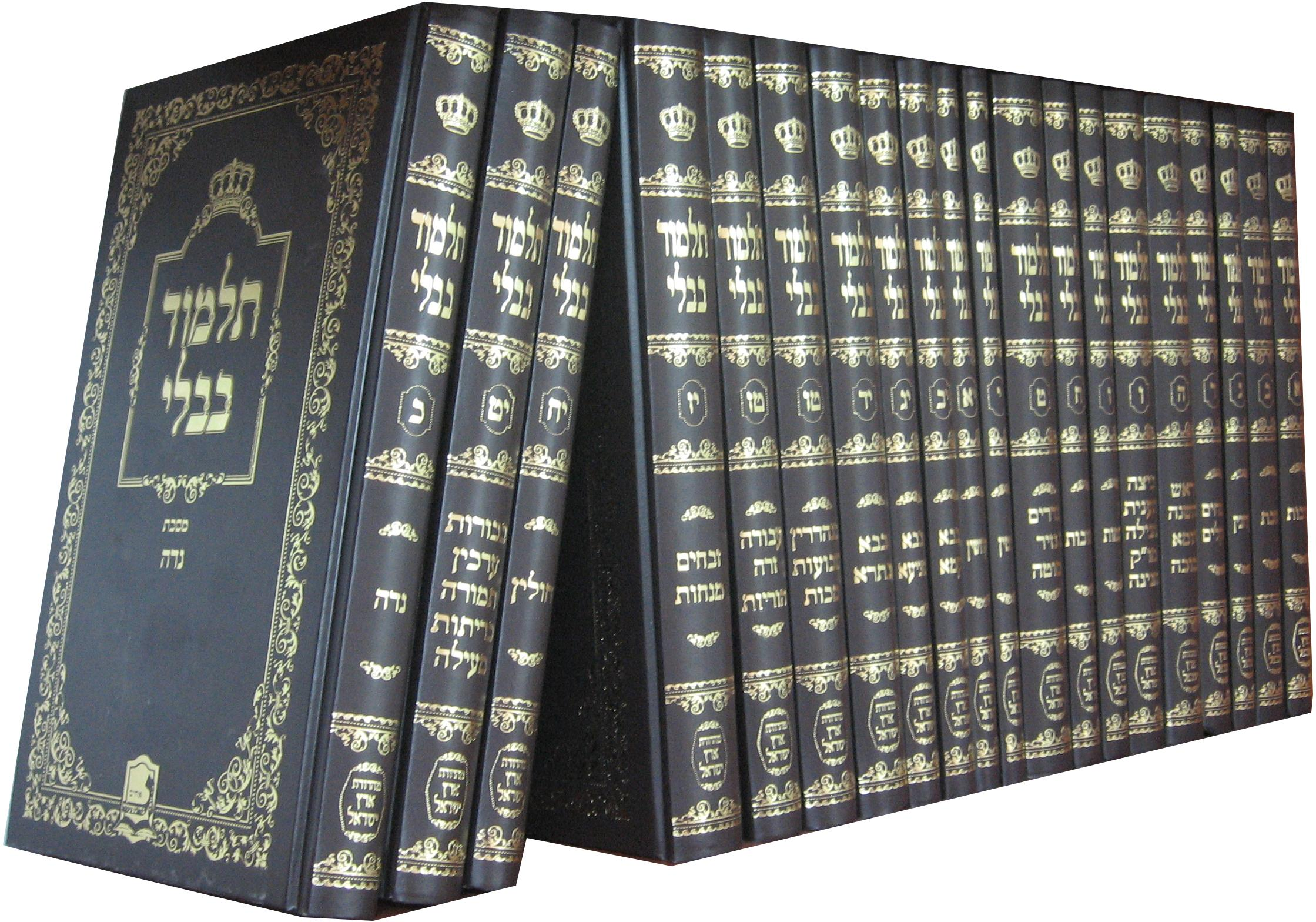
O Talmude.

- Tanakh[59] (Bíblia Hebraica) e literatura rabínica
  - Massorá
  - Targum
  - Exegese bíblica judaica (veja também Midrash abaixo)
- Obras da Era Talmúdica (literatura rabínica clássica)
  - O Mishná com comentários.
  - Os Talmudes de Jerusalém e Babilónico e respectivos comentários.
  - O Toseftá e os tratados menores.
- Literatura midráxica
  - O Midrash Halacá e de Agadá.
- Literatura haláquica
  - Principais Códigos de Lei e Costume Judaicos.
    - A Mishné Torá com comentários.
    - O Tur com comentários.
    - O Shulkhan Arukh com comentários.

  - Literatura Responsa She'elot u-Teshuvot).
- Pensamento e ética judaicas
  - Filosofia judaica.
  - Ética judaica e Literatura Mussar.
  - Cabalá.
  - Judaísmo Chassídico/Hassidismo.
- Poesia judaica clássica (Piyyut).
- Liturgia judaica, incluindo o Siddur.

Muitos textos judaicos tradicionais estão disponíveis online em vários bancos de dados da Torá (versões eletrônicas da Biblioteca Judaica Tradicional).

## Ramificações
Nos dois últimos séculos, a comunidade judaica dividiu-se numa série de denominações; cada uma delas tem uma diferente visão sobre que princípios deve um judeu seguir e como deve um judeu viver a sua vida. Apesar das diferenças, existe uma certa unidade nas várias denominações.
O judaísmo rabínico, surgido do movimento dos fariseus após a destruição do Segundo Templo, e que aceita a tradição oral além da Torá escrita, é o único que hoje em dia é reconhecido como judaísmo, e é comumente dividido nos seguintes movimentos:

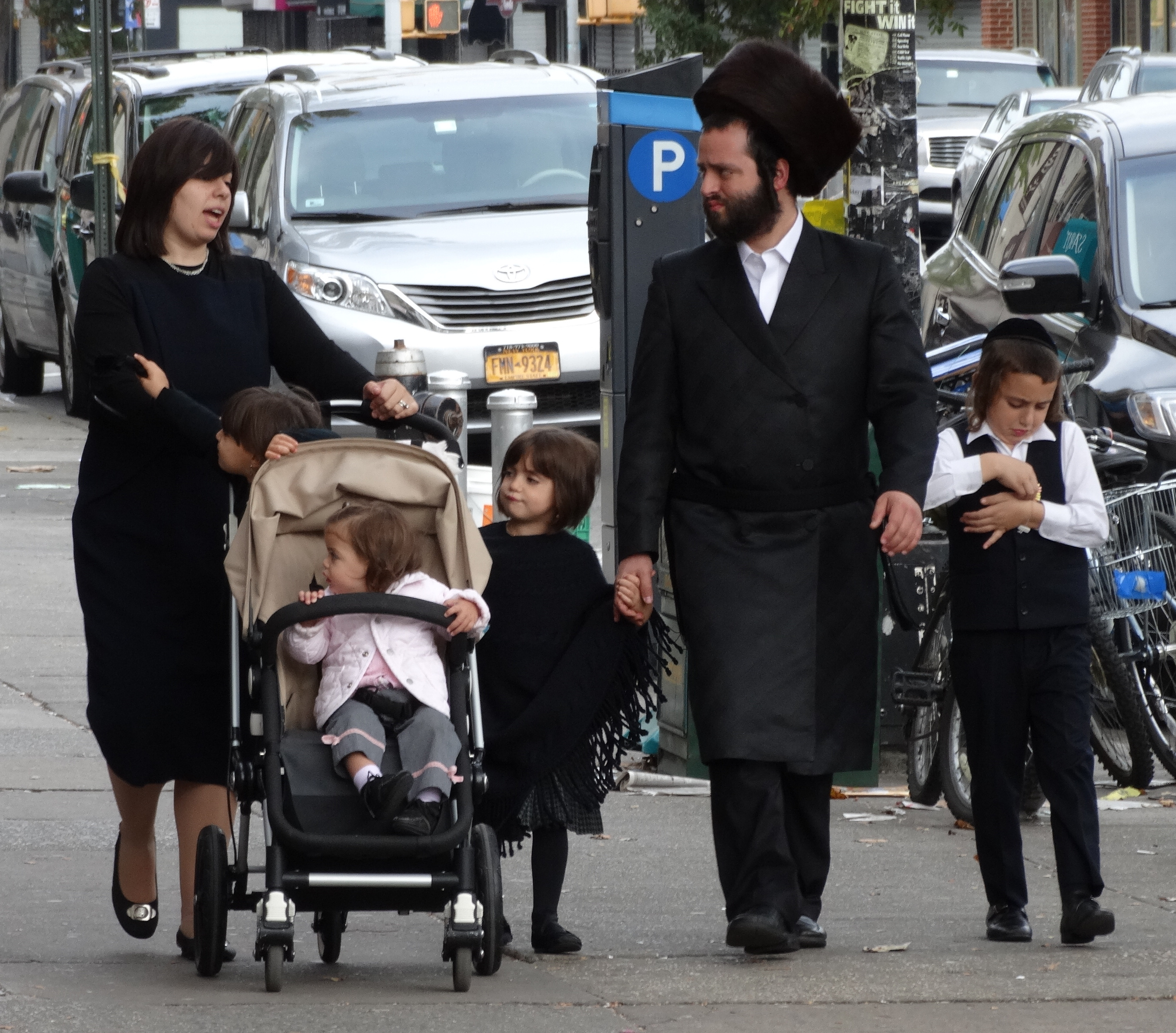
Uma família de judeus hassídicos em Nova Iorque, Estados Unidos.

- Judaísmo ortodoxo: considera que a Torá foi escrita por Deus que a ditou a Moisés, sendo as suas leis imutáveis. Os judeus ortodoxos consideram o Shulkhan Arukh (compilação das leis do Talmude do século XVI, pelo rabino Yosef Karo) como a codificação definitiva da lei judaica.[61] O judaísmo ortodoxo exprime-se informalmente através de dois grupos, o judaísmo moderno ortodoxo e o judaísmo haredi.[62][63] Esta última forma é mais conhecida como "judaísmo ultraortodoxo", mas o termo é considerado ofensivo pelos seus adeptos. O judaísmo chassídico é um subgrupo do judaísmo haredi.[64][65]
- Judaísmo conservador: fora dos Estados Unidos é conhecido por judaísmo Masorti. Desenvolveu-se na Europa e nos Estados Unidos no século XIX, em resultado das mudanças introduzidas pelo iluminismo e a Emancipação dos Judeus. Caracteriza-se por um compromisso em seguir as leis e práticas do judaísmo tradicional, como o Shabat e o cashrut, uma atitude positiva em relação à cultura moderna e uma aceitação dos métodos rabínicos tradicionais de estudo das escrituras, bem como o recurso a modernas práticas de crítica textual. Considera que o judaísmo não é uma fé estática, mas uma religião que se adapta a novas condições. Para o judaísmo conservador, a Torá foi escrita por profetas inspirados por Deus, mas considera não se tratar de um documento da sua autoria.[66][67][68]
- Judaísmo reformista: formou-se na Alemanha em resposta ao iluminismo. Rejeita a visão de que a lei judaica deva ser seguida pelo indivíduo de forma obrigatória, afirmando a soberania individual sobre o que observar. De início este movimento rejeitou práticas como a circuncisão, dando ênfase aos ensinamentos éticos dos profetas; as orações eram realizadas na língua vernácula. Hoje em dia, algumas congregações reformistas voltaram a usar o hebraico como língua das orações; a brit milá é obrigatória e a cashrut, estimulada.[69][70]
- Judaísmo reconstrucionista: formou-se entre as décadas de 20 e 40 do século XX por Mordecai Kaplan, um rabino inicialmente conservador que mais tarde deu ênfase à reinterpretação do judaísmo em termos contemporâneos. À semelhança do judaísmo reformista não considera que a lei judaica deva ser suprema, mas ao mesmo tempo considera que as práticas individuais devem ser tomadas no contexto do consenso comunal.[71][72]
- Judaísmo humanístico: O judaísmo humanístico é um movimento no judaísmo que busca manter a identidade cultural e tradição judaicas ao mesmo tempo que deixa de enfatizar crenças teísticas, é um movimento no judaísmo, que oferece uma alternativa não teísta na vida judaica contemporânea. Ele define o judaísmo como a experiência cultural e histórica do povo judeu e incentiva humanistas e seculares judeus para celebrar a sua identidade judaica através da participação em festas judaicas e eventos do ciclo de vida (como casamentos, bar e bat mitzvah) com cerimônias inspiradoras que se apoiam, mas ir além da literatura tradicional.[73][74]

Para além destes grupos existem os judeus laicos, que não aderem à religião mas mantêm costumes judaicos.

## Judaísmo e o mundo

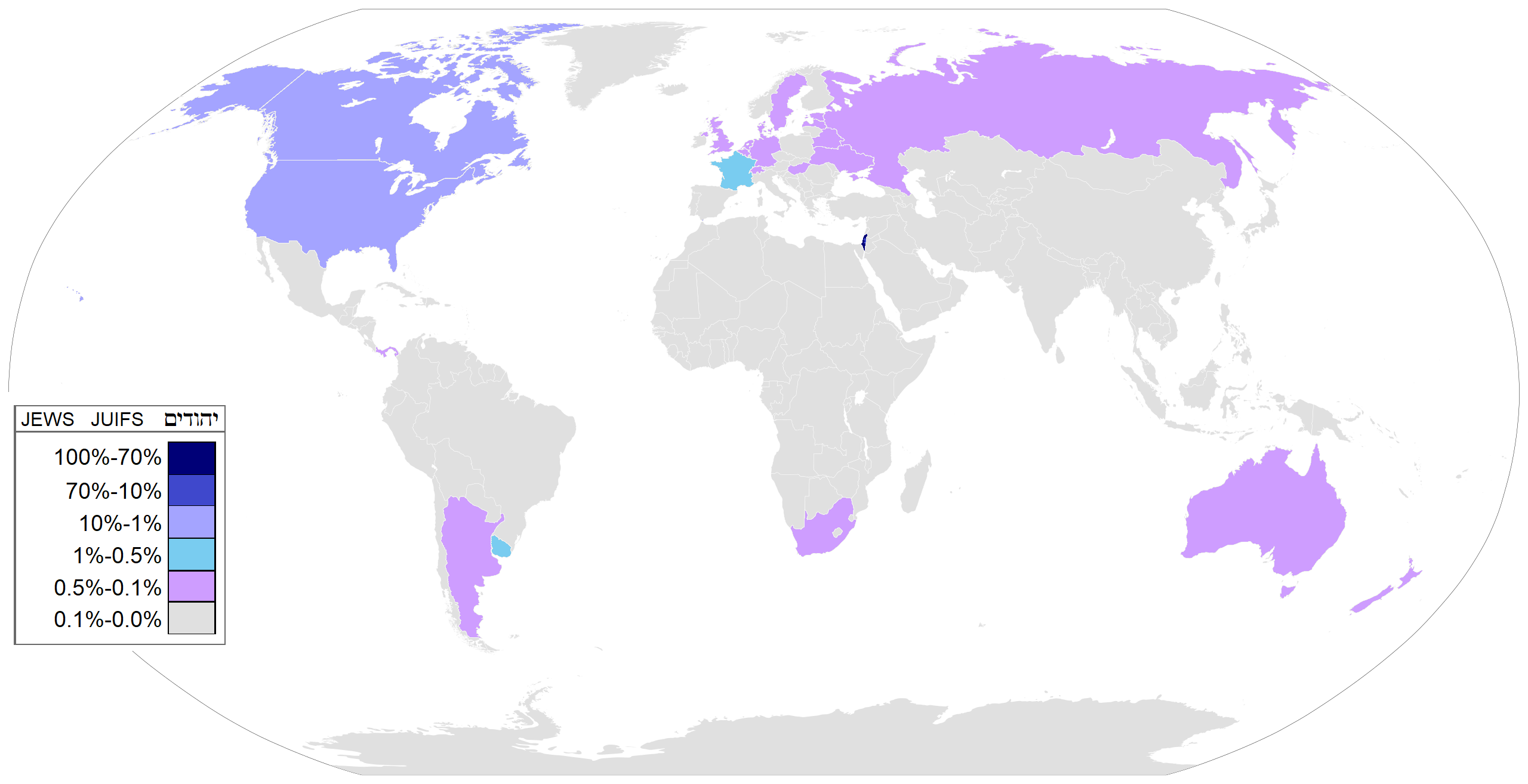
Porcentagem de judeus por país

### Judeus e não judeus: as leis de Noé
O judaísmo não é atualmente uma religião proselitista, ainda que no passado já tenha efetuado missões deste tipo, especialmente durante o período do Segundo Templo. Atualmente o judaísmo aceita a pluralidade religiosa, e prega a obrigação dos cumprimentos da Torá apenas ao povo judeu. No entanto defende que certos mandamentos (chamados de Leis de Noé, devido à terem sido entregues por Deus a Noé depois do Dilúvio), devem ser seguidas por cada ser humano.

### Judaísmo e cristianismo
Apesar de diversos teólogos do cristianismo, dente eles Robert Jenson, concordarem na defesa de que esta religião tem uma origem judaica, o judaísmo considera o cristianismo uma religião pagã,[carece de fontes?] contudo, mesmo considerando a existência de judeus convertidos ao cristianismo e outras religiões, não existe nenhuma forma de judaísmo rabínico que aceite as doutrinas do cristianismo como a divindade de Jesus ou a crença em seu caráter messiânico. Há movimentos, como judaísmo messiânico que tentam conciliar a crença em Jesus como messias e a identidade judia. Algumas ramificações tentaram ver Jesus como um profeta ou um rabino famoso, mas hoje esta visão também é descartada pela maioria dos judeus.[carece de fontes?]
Existem diversos artigos sobre a relação entre o judaísmo e o cristianismo. Esses artigos incluem:
- Comparando e contrastando o judaísmo e o cristianismo.
- Tradição judaico-cristã.
- Cristianismo e antissemitismo.

Desde o Holocausto, deram-se muitos passos no sentido da reconciliação entre alguns grupos cristãos e o povo judeu. O artigo sobre a reconciliação entre judeus e cristãos estuda este assunto.
Tentativas por parte de grupos religiosos cristãos (principalmente de origem evangélica) de conversão ao judaísmo são desprezadas e condenadas pelos grupos religiosos judaicos.

### Judaísmo e islamismo
O islamismo toma diversas de suas doutrinas do judaísmo, sendo que as duas religiões mantêm seu intercâmbio religioso desde a época de Maomé, com períodos de tolerância e intolerância de ambas as partes. É especialmente significativo o período conhecido como Idade de Ouro da cultura judaica, entre 900 a 1200 na Espanha muçulmana. Na China imperial os judeus eram contados juntos com os muçulmanos sob a designação de Hui-hui e tanto as sinagogas e mesquitas chamadas pelo mesmo nome, Tsing-chin sze. Em algumas instâncias, grupos judeus adotaram o islão, como ocorreu entre os jehudi al-islami na pérsia.
O recente conflito palestino-israelense, o que envolve entre parte da população muçulmana e dos judeus devido à questão do controle de Jerusalém e outros pontos políticos, históricos e culturais fomentou ainda mais a divergência entre judaísmo e islão.
O islão reconhece os judeus como um dos povos do Livro, apesar de acreditarem que os judeus sigam uma Torá corrompida. Já o judaísmo rabínico não crê em Maomé como profeta e não aceitam diversos mandamentos do islão.